# Gereformeerde Gemeenten in Nederland

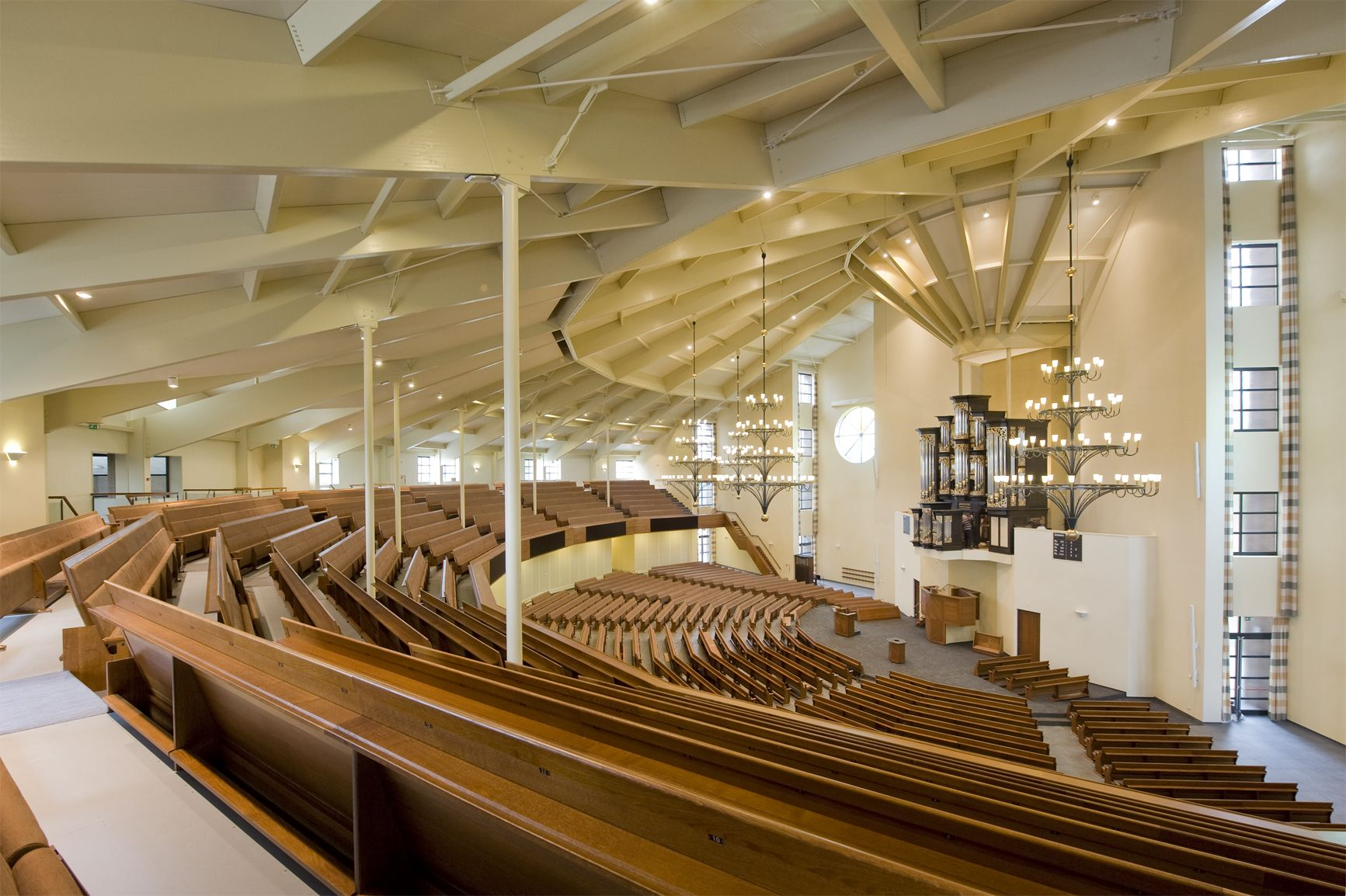
Kerkinterieur Gereformeerde Gemeente in Ned. te Barneveld

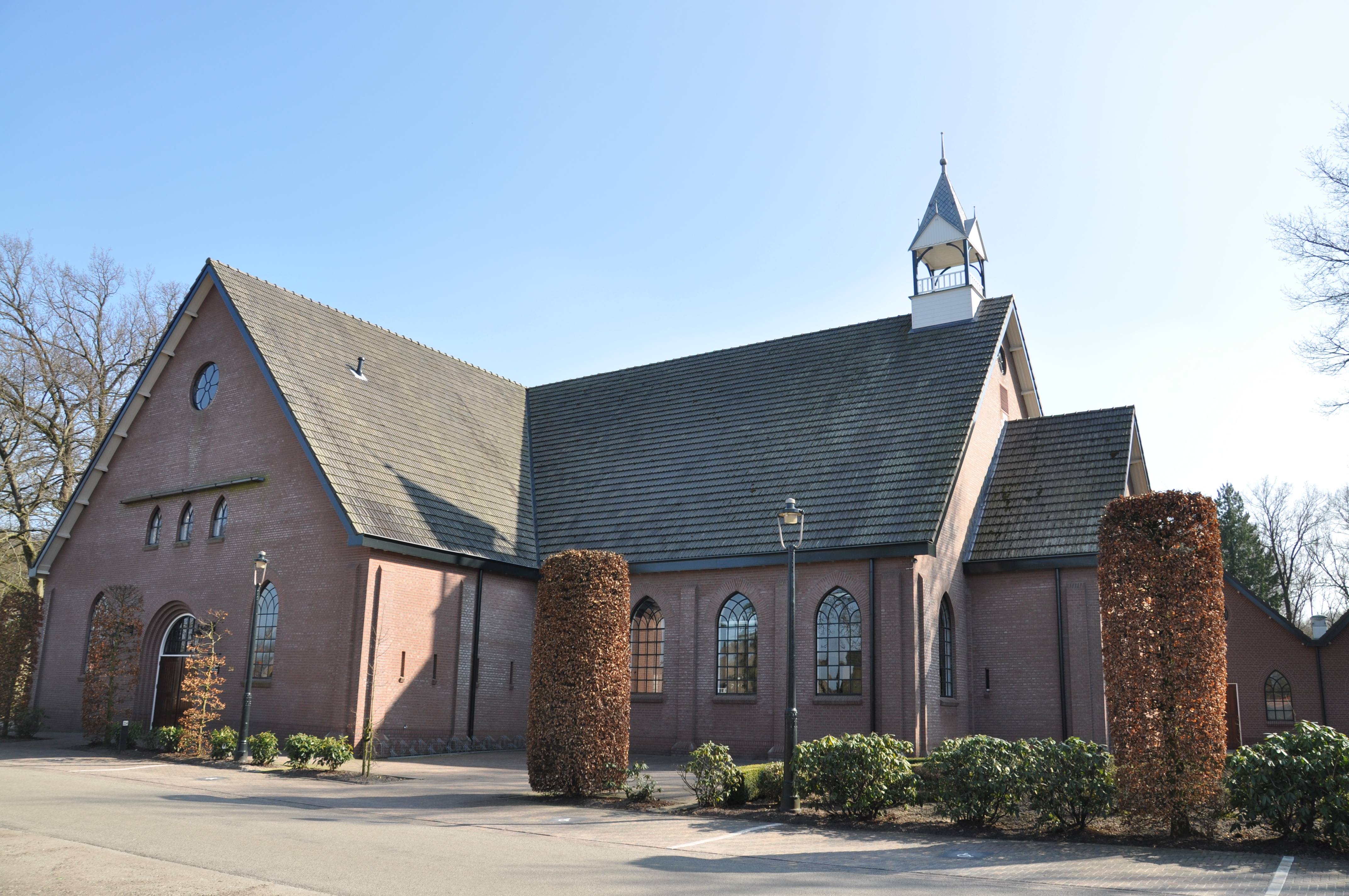
Gereformeerde Gemeente in Nederland De Beek-Uddel

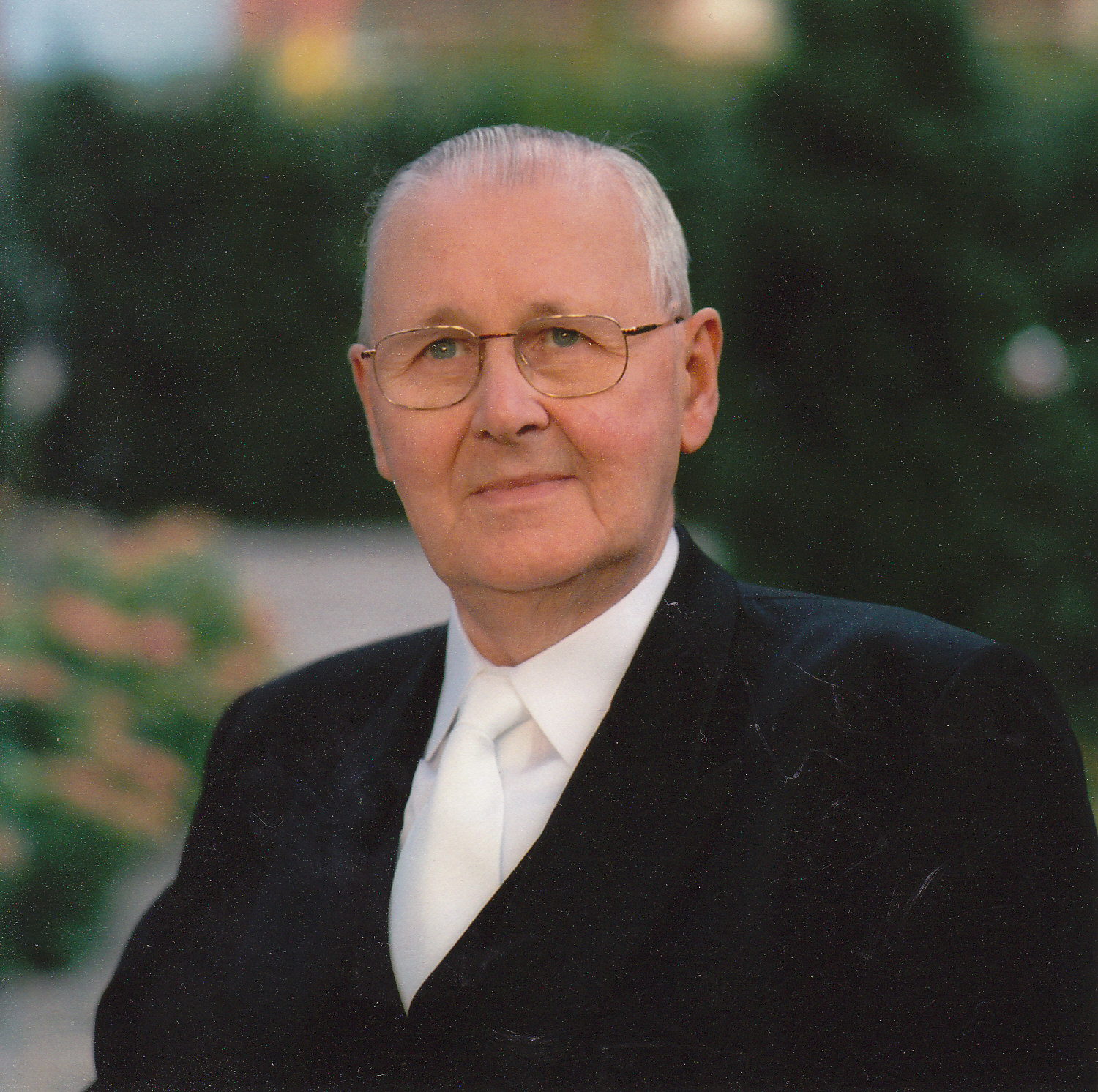
Ds. F. Mallan was jarenlang hét gezicht van Gereformeerde Gemeenten in Nederland

Ontstaan van de verschillende stromingen in Nederland

Ontstaansgeschiedenis van kerken in Nederland

De Gereformeerde Gemeenten in Nederland (GGiN) vormen een kerkgenootschap van bevindelijk gereformeerd karakter, dat ontstaan is in 1953 na een scheuring in de Gereformeerde Gemeenten. Het kerkverband bestaat uit 49 Nederlandse gemeenten, drie gemeenten in Noord-Amerika (deze staan bekend als Reformed Congregations in North America), en een gemeente in Pretoria (Zuid-Afrika). Per 1 januari 2025 telde het kerkverband 23.000 leden.

## Geschiedenis
Bij het ontstaan van de Gereformeerde Gemeenten in Nederland speelden de gebeurtenissen rondom twee predikanten R. Kok en C. Steenblok in de periode 1943-1953 een belangrijke rol. De directe aanleiding tot het ontstaan van het kerkverband vormde de afzetting van Steenblok als docent aan de Theologische School van de Gereformeerde Gemeenten te Rotterdam. Toen Steenblok in 1943 tot het kerkverband van de Gereformeerde Gemeenten overkwam zag Kersten in zijn academische achtergrond een aanwinst. Na het overlijden van Kersten in 1948 werd hij als docent ontslagen omdat zijn onderwijs "te eenzijdig zou zijn." 

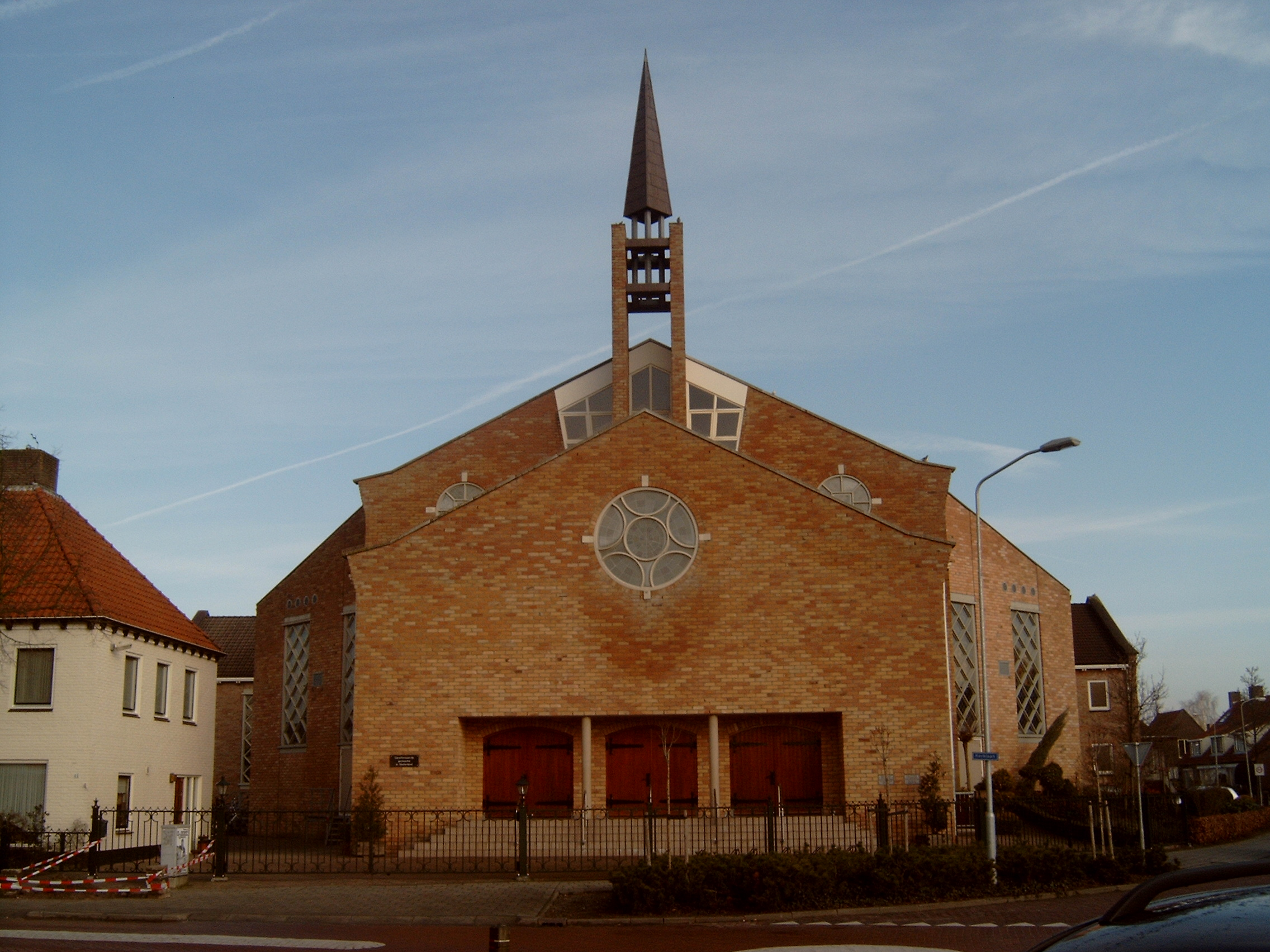
Kerkgebouw te Opheusden

Kok Eén van de eersten die kritiek had geuit op de theologische visie van Steenblok was diens collega-predikant Kok. Bepaalde stellingen die hij zelf innam en ook bezwaren hadden opgeroepen herriep hij op de classicale vergadering van 1 juni 1948. Een deel van zijn gemeente in Veenendaal, waaronder M. van Beek (de latere predikant), ging  afzonderlijke diensten beleggen, hetgeen leidde tot de instituering van een tweede gemeente in Veenendaal (vanaf 1953 Gereformeerde Gemeente in Nederland). Op 28 september 1949 werd dit besluit door de synode geautoriseerd.
Op 11 en 12 januari 1950 werd op een spoedeisende synode een boekje van Kok over het aanbod van genade veroordeeld op grond van de volgende punten:
1. Vereenzelviging van de beloften van het genadeverbond alleen voor de uitverkorenen en de aanbieding van het evangelie die tot allen komt die het Woord horen.
2. Verwarde voorstelling inzake het gebruik van Wet en Evangelie in de uitwendige roeping.
3. Verwarde verbondsbeschouwing. "Alle gedoopten wordt de toezegging gedaan, in het genadeverbond zijn." "Met een wettische eis wordt bij hem aangezet, om te geloven, in plaats dat door de eis, als element van de wet, als kenbron van ellende, ontdekt wordt aan de staat van ellende."

Omdat Kok bleef vast houden aan de stelling "dat de beloften van het genadeverbond gelijk staan aan de aanbieding van het evangelie" werd hij geschorst voor de duur van een half jaar. Kok besloot zich los te maken van het kerkverband en werd in 1956 met zijn gemeente toegelaten tot het kerkverband van de Christelijke Gereformeerde Kerken. Een ander deel van de gemeente was het met deze aansluiting niet eens en zij vormden toen opnieuw een Gereformeerde Gemeente in Veenendaal.
Steenblok In 1944 was er kritiek gekomen op de visie van Steenblok op de algemene genade. De voortgezette vergadering van de generale synode van 20 september 1945 deed uiteindelijk een uitspraak over dit leerstuk. Na het vertrek van Kok waren de onderlinge spanningen nog niet opgelost. Op de voortgezette generale synode van 13 april 1950 kwam er bezwaar op de wijze van doceren door Steenblok op de Theologische School en op zijn mening "dat de geschriften van de Erskines en Boston met een remonstrantse draad van de algemene verzoening doortrokken zijn." In zijn voorstelling "dat er alleen een aanbod van genade is aan bewuste zondaren en niet aan allen die onder het Woord leven" kon A. Vergunst zich niet vinden. De term voorwaardelijk aanbod van genade werd hiermee geïntroduceerd. Men wilde hiermee voorkomen dat de remonstrantse leer van de algemene verzoening voet aan de grond kreeg: "God heeft alle mensen lief. De Heere Jezus is voor alle mensen gestorven. Het ligt aan onze keuze of we behouden worden." 
Volgens F. Mallan, jarenlang het gezicht van het kerkverband, "was Steenblok het inderdaad wat betreft het bevindelijke element bij de Erskines ten volle met hen eens, maar wat betreft hun visie op het aanbod van genade kon hij het niet eens met hen zijn." De Erskines zouden het Amyraldisme hebben overgenomen. Dat was een richting die de remonstrantse en contra-remonstrantse leer wilde verbinden." Over de persoon Steenblok sprak Mallan met achting: "Hij had een stipt leven. Ik liep met hem over straat. Er liepen een paar meisjes achter ons, die Gods Naam misbruikten. Hij keerde zich om en vermaande ze ernstig. Hij schaamde zich voor geen mens: in de trein niet, in de tram niet, in de bus niet, hij kwam er altijd voor uit. Dat gaf mij achting voor die man. Mijn achting is altijd nog gestegen voor hem. Ik ben bij zijn sterfbed geweest. Daar lag geen doctor, maar een arme zondaar." Ook zijn prediking bleef volgens Mallan van blijvende betekenis: "We vinden daarin niet alleen een zuivere bevindelijke gang, maar in de toepassing worden ook de onbekeerden op een liefderijke wijze aangesproken, en hen de weg en de mogelijkheid der bekering aangewezen."
Tijdens de generale synode in Utrecht in de zomer van 1953, bracht J. van den Berg predikant te Krabbendijke het onderwijs van Steenblok opnieuw ter sprake. De synode besloot tot stemming over te gaan ondanks het protest van een aantal synodeleden die hierop de vergadering verlieten. De synode onthief Steenblok met 24 stemmen voor en geen stemmen tegen van zijn functie als docent "wegens diens eenzijdigheid in het geven van onderwijs." Steenblok kreeg niet de gelegenheid om zich te verdedigen en de predikanten D.L. Aangeenbrug, F. Mallan, M. van der Ketterij, C. Steenblok, met de ouderlingen Vermeulen, Bas (Alblasserdam) en Hage keerden niet terug op de synode. De volgende dag werd door de synode het curatorium ontbonden en de predikanten Aangeenbrug, Mallan en ouderling Bas niet meer gekozen. Aan hen werd door de synode een ultimatum gesteld die bestond uit   
1. Terugneming van de onbetamelijke woorden die zijn gesproken
2. Erkenning van het onkerkrechtelijke van het verlaten van de vergadering
3. Het betuigen van leedwezen over het optreden
4. Het erkennen en aanvaarden van de genomen besluiten.

Toen hierop werd geantwoord dat aan die eisen niet kon worden voldaan, sprak synodevoorzitter A. Verhagen: "Dan hebt u zich hierdoor buiten het verband van de Gereformeerde Gemeenten gesteld." Volgens Mallan was er sprake van "een complot". "Wij hebben ons niet afgescheiden." "Er bleef niets anders over dan de synode te verlaten. Er was een sterke weerstand tegen Steenblok."
Vorming kerkverband In de beginperiode had het kerkverband vijf predikanten. In 1956 voegden, na pogingen aangewend te hebben om de geslagen breuk te helen, de predikanten T. Dorresteijn (1894-1965) en H. Ligtenberg (1887-1965) zich alsnog bij de "uitgetredenen."  
Toen ds. A. van Straalen (1918-1992) naar Noord-Amerika vertrok en ds. M. van Beek (1921-1983) was overleden, werden de meer dan vijftig overige Nederlandse gemeenten door Mallan als enige predikant van het kerkverband gediend. Tot zijn overlijden in 2010 had hij een gezichtsbepalende rol in het kerkverband en was lange tijd hoofdredacteur van het kerkelijk weekblad van de Gereformeerde Gemeenten in Nederland, De Wachter Sions. Dit blad verscheen vanaf 28 augustus 1953. 
In 1980 kwamen drie predikanten A. van den Berg, J. de Groot en A. Wink met ongeveer 3000 leden buiten het kerkverband te staan. De aanleiding tot deze gebeurtenis was de schorsing van ds. Van den Berg die zou stellen "dat van wedergeboorte pas sprake kan zijn bij de bewuste geloofskennis van Christus." De Groot en Wink steunden hem en gingen met hem mee. Ze namen zeven gemeenten in Gouda, Veenendaal, Rijssen, Nieuwerkerk, Dinteloord, IJsselmuiden en Middelburg met zich mee. In 2008 en 2009 keerden de meeste buitenverbandgemeenten geheel of gedeeltelijk terug naar de Gereformeerde Gemeenten in Nederland.

## Karakter van het kerkverband
Liturgie Evenals andere reformatorische kerkgenootschappen houden de Gereformeerde Gemeenten in Nederland vast aan het gezag van de Bijbel, samengevat in de Apostolische geloofsbelijdenis, Geloofsbelijdenis van Nicea, de Geloofsbelijdenis van Athanasius en de Drie Formulieren van Enigheid. Liturgisch wordt in de eredienst vastgehouden aan de Statenvertaling van de Bijbel en de psalmberijming van 1773. Er zijn enkele gemeenten (in de provincie Zeeland) waar de Psalmen van Datheen gezongen worden. Overal worden de psalmen niet-ritmisch gezongen.
Prediking en verbondsbeschouwing Wat betreft de prediking typeerde Mallan: "Men noemt ons lijdelijk. Gelukkig, dat er in de Bijbel staat dat God gevonden is van hen die naar Hem niet hebben gevraagd. Tot degenen die niet naar Hem hebben gezocht, heeft Hij gezegd: Ziet hier ben Ik. Ziet hier ben Ik. Zeker, we moeten vragen om bekering en in die weg is er wel van een zoeken sprake, maar van een oprecht zoeken niet, want dat moet door God gewerkt worden. Daar moeten we dan toch aan vasthouden."
Over het onderwerp de orde des heils zijn 2 brochures verschenen (auteur ds. J. Roos) waarin benadrukt wordt: "de noodzaak van het plaatsmakende werk van Gods Geest voor de kennis van Christus, en anderzijds het voortgaande werk van Gods Geest, in het leren van nadere weldaden." "De Bijbelse lijn van ellende, verlossing en dankbaarheid." Gezelschappelijke onderscheidingen en uitdrukkingen "die we bij de oude schrijvers ook niet terugvinden" worden afgewezen. De bronnen waarnaar verwezen wordt zijn, naast de Bijbel en de belijdenisgeschriften, Johannes Calvijn, Zacharias Ursinus, Thomas Brooks, John Bunyan, Wilhelmus à Brakel, Jodocus van Lodenstein en Alexander Comrie.
In 2021 gaf de synode een brochure uit waarin wordt uitgelegd "dat er sprake is van twee verbonden met betrekking tot de eeuwige bestemming van de mens: het werkverbond en het genadeverbond." Benadrukt wordt welke voorrechten en plichten het meebrengt om op de erf van het genadeverbond te zijn geboren en te leven en de noodzaak om wezenlijk deel te krijgen aan het genadeverbond door de wedergeboorte. Men keert zich tegen de gedachte: "dat alle kinderen van gelovige ouders, die ten doop gehouden worden, in het verbond begrepen zijn en daarin blijven als zij de eis van bekering en geloof maar inwilligen.”
Actueel Binnen het kerkverband wordt afstand genomen van moderne theologische opvattingen zoals 'schepping door evolutie.' L. van der Tang, een opiniemaker binnen het kerkverband, wijst op oorzaken waarom volgens hem velen deze denkbeelden willen omarmen. "De wetenschap als afgod: vanwege het feit dat God in veel levens op een afstand is komen te staan, verwereldlijking: door het accepteren van de evolutietheorie kunnen orthodox-christenen weer meedoen in de moderne samenleving, en het postmoderne denken waarin velen op het gevoel met de mening van de meerderheid meevaren. Van der Tang ziet ook een afnemend geestelijk leven, waardoor er minder persoonlijke doorleving is van de geloofsleer waar het bij oorsprongsvragen om draait."
Het kerkelijk ambt voor vrouwen wijst men af. In 2023 deed de synode een uitspraak over de geldigheid van de doop die door een vrouwelijke ambtsdrager is uitgevoerd. De synode sprak uit "dat de doop door een vrouwelijke predikant niet als een wettige doop kan worden erkend." Tegelijkertijd is het geen vanzelfsprekend dat er wordt overgedoopt, omdat men in de gereformeerde traditie altijd terughoudend is geweest met overdopen.
Het afwijzen van vaccinatie en verzekeringen, een gewoonte die wel oude papieren heeft binnen de bevindelijk-gereformeerde traditie, komt binnen het kerkverband van de Gereformeerde Gemeente in Nederland voor. Ook de gewoonte dat een bruidsjurk van trouwende leden een gedekte (niet-witte) kleur moet hebben en de bruid geen sluier draagt.

## Kerkelijke eenheid en samenwerking
De Gereformeerde Gemeenten in Nederland zijn onderdeel van de bevindelijk-gereformeerde bevolkingsgroep. Men ontmoet elkaar op allerlei vlakken en er is onderlinge samenwerking rondom de Staatkundig Gereformeerde Partij, de Gereformeerde Bijbelstichting, het Reformatorisch Dagblad en het reformatorische onderwijssysteem.
Wat betreft kerkelijke eenheid met de Christelijke Gereformeerde Kerken geldt hetzelfde als beschreven bij de Gereformeerde Gemeenten, hoewel men zich met individuele predikanten uit het verleden van deze kerken wel verbonden voelt. In De Wachter Sions van 26 augustus 2010 schreef ds. J. Roos: "We denken dat de meesten van onze lezers wel van ds. F. Bakker hebben gehoord. Althans, onze belijdeniscatechisanten die een werkstuk over het gebed schreven, hadden dikwijls zijn boekje Gebedsgestalten in hun literatuurlijst. (...) "Onze geliefde overleden ambtsbroeder, ds. Mallan zei dikwijls dat er in zijn jonge tijd verschillende godvrezende leraars in dit kerkverband waren. Veelzeggend is het wat we van ds. N. de Jong lazen, namelijk: Hij zag alleen toekomst voor de Christelijke Gereformeerde Kerken in het blijven bij de Schriftuurlijke en daarom ook bevindelijke prediking. Deze prediking kenmerkte overigens ook de prediking van de overige leraars. Zelfs professor L.H. van der Meiden die student F. Bakker lesgaf, leerde: Wie Gods Woord recht preekt, preekt bevindelijk leven.' Wel waarschuwde deze professor dat het bevindelijke leven nooit los gemaakt mag worden van de Schrift. We stemmen hiermee in, want we weten dat er veel bevinding is die de toets van Gods Woord niet kan doorstaan. (...) Elk kerkverband dat dit ABC van het ware geloof, namelijk 'ellende, verlossing en dankbaarheid' niet in het vaandel heeft, mist het Schriftuurlijk bevindelijke karakter in de prediking, en is oorzaak dat men 'de erve der vaderen' niet bewaard heeft (1 Kon. 21:3)."
Met de Gereformeerde Gemeenten hebben gesprekken plaatsgevonden over de toedracht van de scheuring van 1953. Omdat inmiddels sprake is van een geworteld profiel ligt eenwording op korte termijn niet voor de hand. Formeel zijn er verschillende theologische formuleringen. "Het gaat erom dat we hetzelfde spreken en gevoelen”, merkte ds. O. M. van der Tang op. In 2020 spraken de Gereformeerde Gemeenten uit het voor hen kenmerkende "onderscheid tussen evangeliebeloften en verbondsbeloften" te handhaven. De Gereformeerde Gemeenten in Nederland benadrukken dat alle beloften één zijn, maar hebben wel twee vormen: voorwaardelijke en onvoorwaardelijke of volstrekte beloften. "Die zijn alle bestemd voor Gods volk."  
Tijdens een symposium in 2016 gaf Roos aan "dat er alleen sprake is van ware eenheid als alle predikanten gehoor geven aan „de Goddelijke oproep: Gij zult voor Mijn aangezicht staan. En zo gij het kostelijke van het snode uittrekt, zult gij als Mijn mond zijn” (Jeremia 15:19). Als alle predikanten het evenwicht bewaren tussen Wet en Evangelie, en leren hoe dit zielsbevindelijk wordt beleefd, dan is er ook een oprecht verlangen om samen te werken. We staan graag vrijheid in het woordgebruik toe als er geestelijke herkenning is, en het doet ons goed als we dit ook buiten ons kerkelijk leven zien.”
Op het gebied van maatschappelijk-ethische thema's werkt men in bredere verbanden samen.

## Organisaties
Het kerkelijk bureau van de Gereformeerde Gemeenten in Nederland is gevestigd in Opheusden.

## Zending en evangelisatie
Binnen het kerkverband was ten opzichte van verenigingsleven, jeugdwerk en zangkoren altijd reserve. Tegenwoordig zijn er meer initiatieven voor de jeugd. Het kerkverband van de Gereformeerde Gemeenten in Nederland hebben altijd de Mbuma-zending in Zimbabwe ondersteund die uitgaat van de Schotse Free Presbyterian Church (FPC). In 2017 heeft men het initiatief genomen tot een zelfstandig zendingsproject in Zuid-Afrika. De aanzet tot dit project is gedaan door ds. J. A. Weststrate, destijds predikant van de gemeente van Pretoria in Zuid-Afrika. Het zending-, evangelisatie- en ontwikkelingswerk wordt verricht onder de plaatselijke bevolking.
In juni 2017 besloot de synode van de Gereformeerde Gemeenten in Nederland een kerkelijk kader voor de zendings- en evangelisatiewerkzaamheden van ds. Weststrate te vormen. Hierop werd Stichting Bethlehem opgericht. In juni 2020 deelde de Stichting per persbericht mee dat een tweetal evangelisten konden worden benoemd, drs. J.G. Lindhoud uit Barneveld en J. Bolier uit Elspeet.

## Publicaties
Het kerkgenootschap geeft het weekblad De Wachter Sions uit.

## Aantal leden
In 1954 telde het nieuwe verband ruim 8.800 leden, sindsdien – gedurende diverse decennia – was er een gestage groei. Sinds 2016 daalt het ledenaantal. De grootste gemeenten van de Gereformeerde Gemeenten in Nederland vindt men te Alblasserdam, Barneveld, Opheusden, Ederveen, Gouda en De Beek-Uddel. De kerkgebouwen in Barneveld en Opheusden zijn de grootste van Nederland (gemeten naar het aantal zitplaatsen) met respectievelijk 2.550 en 2.850 zitplaatsen. Een gemeente bevindt zich in Zuid-Afrika.
| Lijst van Gereformeerde Gemeenten in Nederland | Lijst van Gereformeerde Gemeenten in Nederland | Lijst van Gereformeerde Gemeenten in Nederland | Lijst van Gereformeerde Gemeenten in Nederland | Lijst van Gereformeerde Gemeenten in Nederland | Lijst van Gereformeerde Gemeenten in Nederland | Lijst van Gereformeerde Gemeenten in Nederland | Lijst van Gereformeerde Gemeenten in Nederland | Lijst van Gereformeerde Gemeenten in Nederland | Lijst van Gereformeerde Gemeenten in Nederland | Lijst van Gereformeerde Gemeenten in Nederland |                       |
| Gemeente                                       | Aantal leden                                   | Aantal leden                                   | Aantal leden                                   | Aantal leden                                   | Aantal leden                                   | Aantal leden                                   | Aantal leden                                   | Aantal leden                                   | Aantal leden                                   | Aantal leden                                   | Predikant             |
| Gemeente                                       | 2010                                           | 2013                                           | 2015                                           | 2016                                           | 2017                                           | 2018                                           | 2020                                           | 2021                                           | 2022                                           | 2024                                           | Predikant             |
| ---------------------------------------------- | ---------------------------------------------- | ---------------------------------------------- | ---------------------------------------------- | ---------------------------------------------- | ---------------------------------------------- | ---------------------------------------------- | ---------------------------------------------- | ---------------------------------------------- | ---------------------------------------------- | ---------------------------------------------- | --------------------- |
| Aalburg                                        | 229                                            | 233                                            | 226                                            | 223                                            | 212                                            | 203                                            | 189                                            | 180                                            | 180                                            | 126                                            | vacant                |
| Aalsmeer                                       |                                                |                                                |                                                | 34                                             | 34                                             | 32                                             | 28                                             | 28                                             | 26                                             | 24                                             | vacant                |
| Alblasserdam                                   | 1.258                                          | 1.318                                          | 1.337                                          | 1.331                                          | 1.342                                          | 1.368                                          | 1.422                                          | 1.459                                          | 1.451                                          | 1.422                                          | vacant                |
| Arnemuiden                                     | 409                                            | 421                                            | 444                                            | 448                                            | 450                                            | 461                                            | 461                                            | 457                                            | 452                                            | 436                                            | vacant                |
| Barneveld                                      | 3.211                                          | 3.430                                          | 3.608                                          | 3.636                                          | 3.679                                          | 3.758                                          | 3.846                                          | 3.883                                          | 3.904                                          | 3.882                                          | ds. Jochem Roos       |
| Berkenwoude                                    | 118                                            | 102                                            | 91                                             | 100                                            | 105                                            | 108                                            | 110                                            | 105                                            | 102                                            | 92                                             | vacant                |
| Breukelen                                      | 100                                            | 89                                             | 81                                             | 79                                             | 82                                             | 93                                             | 85                                             | 84                                             | 78                                             | 72                                             | vacant                |
| Bruinisse                                      | 693                                            | 682                                            | 672                                            | 635                                            | 623                                            | 618                                            | 588                                            | 586                                            | 591                                            | 596                                            | vacant                |
| De Beek – Uddel                                | 1.127                                          | 1.105                                          | 1.119                                          | 1.118                                          | 1.115                                          | 1.131                                          | 1.131                                          | 1.125                                          | 1.137                                          | 1.158                                          | ds. Herman Krijgsman  |
| Dordrecht                                      | 139                                            | 117                                            | 110                                            | 116                                            | 110                                            | 109                                            | 105                                            | 104                                            | 106                                            | 89                                             | vacant                |
| Ederveen                                       | 934                                            | 951                                            | 949                                            | 946                                            | 913                                            | 923                                            | 927                                            | 934                                            | 943                                            | 865                                            | vacant                |
| Elspeet                                        | 540                                            | 523                                            | 519                                            | 516                                            | 504                                            | 513                                            | 537                                            | 535                                            | 538                                            | 556                                            | vacant                |
| Elst                                           | 261                                            | 297                                            | 306                                            | 299                                            | 306                                            | 302                                            | 288                                            | 277                                            | 277                                            | 272                                            | vacant                |
| Geldermalsen                                   | 382                                            | 396                                            | 358                                            | 370                                            | 357                                            | 354                                            | 366                                            | 367                                            | 363                                            | 344                                            | vacant                |
| Goes                                           | 210                                            | 232                                            | 238                                            | 230                                            | 232                                            | 234                                            | 235                                            | 236                                            | 232                                            | 231                                            | vacant                |
| Gouda (Gerbrandyweg)                           | 870                                            | 857                                            | 845                                            | 834                                            | 843                                            | 839                                            | 845                                            | 845                                            | 866                                            | 854                                            | vacant                |
| Gouda (Stationsplein)                          | 740                                            | 818                                            | 833                                            | 827                                            | 821                                            | 811                                            | 775                                            | 771                                            | 803                                            | 768                                            | ds. Jan Weststrate    |
| Goudswaard                                     | 51                                             | 44                                             | 41                                             | 40                                             | 37                                             | 36                                             | 40                                             | 39                                             | 40                                             | 42                                             | vacant                |
| 's-Gravendeel                                  | 226                                            | 225                                            | 223                                            | 216                                            | 212                                            | 211                                            | 210                                            | 184                                            | 178                                            | 184                                            | vacant                |
| Groot-Ammers                                   | 195                                            | 178                                            | 175                                            | 191                                            | 191                                            | 197                                            | 198                                            | 193                                            | 194                                            | 166                                            | vacant                |
| Hendrik-Ido-Ambacht                            | 370                                            | 361                                            | 375                                            | 378                                            | 387                                            | 384                                            | 370                                            | 363                                            | 351                                            | 305                                            | vacant                |
| Harderwijk                                     | 63                                             | 51                                             | opgeheven                                      | -                                              | -                                              | -                                              | -                                              | -                                              | -                                              | -                                              | -                     |
| Hedel                                          | 78                                             | 84                                             | 86                                             | 93                                             | 94                                             | 95                                             | 101                                            | 99                                             | 100                                            | 111                                            | vacant                |
| IJsselmuiden                                   | 171                                            | 203                                            | 215                                            | 220                                            | 225                                            | 228                                            | 241                                            | 248                                            | 252                                            | 231                                            | vacant                |
| Katwijk                                        | 223                                            | 200                                            | 174                                            | 158                                            | 140                                            | 137                                            | 127                                            | 118                                            | 105                                            | 88                                             | vacant                |
| Krimpen aan den IJssel                         | 316                                            | 272                                            | 258                                            | 270                                            | 265                                            | 268                                            | 279                                            | 272                                            | 283                                            | 262                                            | vacant                |
| Kruiningen                                     | 464                                            | 490                                            | 500                                            | 508                                            | 501                                            | 492                                            | 496                                            | 495                                            | 504                                            | 451                                            | vacant                |
| Leerdam                                        | 635                                            | 643                                            | 640                                            | 644                                            | 638                                            | 612                                            | 618                                            | 634                                            | 652                                            | 684                                            | ds. Arie van Voorden  |
| Melissant                                      | 111                                            | 113                                            | 110                                            | 113                                            | 108                                            | 105                                            | 100                                            | 100                                            | 94                                             | 85                                             | vacant                |
| Middelburg                                     | 83                                             | 73                                             | 73                                             | 71                                             | 69                                             | 69                                             | 58                                             | 61                                             | 62                                             | 60                                             | vacant                |
| Nieuwaal                                       |                                                | 218                                            | 217                                            | 208                                            | 204                                            | 197                                            | 193                                            | 188                                            | 168                                            | 161                                            | vacant                |
| Nieuwerkerk                                    | 166                                            | 152                                            | 150                                            | 184                                            | 182                                            | 178                                            | 166                                            | 171                                            | 170                                            | 170                                            | vacant                |
| Nieuwerkerk aan den IJssel                     | 176                                            | 180                                            | 174                                            | 172                                            | 151                                            | 155                                            | 148                                            | 146                                            | 138                                            | 122                                            | vacant                |
| Ochten                                         | 516                                            | 578                                            | 700                                            | 695                                            | 711                                            | 740                                            | 836                                            | 903                                            | 923                                            | 962                                            | vacant                |
| Opheusden                                      | 3.205                                          | 3.263                                          | 3.250                                          | 3.233                                          | 3.224                                          | 3.216                                          | 2.691                                          | 2.439                                          | 2.194                                          | 2.119                                          | ds. G.M. van Putten   |
| Oud-Vossemeer                                  | 168                                            | 163                                            | 162                                            | 161                                            | 167                                            | 175                                            | 184                                            | 194                                            | 194                                            | 200                                            | vacant                |
| Pretoria (Transvaal)                           |                                                | 185                                            | 190                                            | 199                                            | 198                                            | 198                                            | 195                                            | 174                                            | 176                                            | 180                                            | vacant                |
| Rhenen                                         | 426                                            | 450                                            | 424                                            | 496                                            | 554                                            | 558                                            | 645                                            | 690                                            | 765                                            | 822                                            | vacant                |
| Rijssen                                        | 175                                            | 397                                            | 449                                            | 458                                            | 455                                            | 448                                            | 454                                            | 455                                            | 456                                            | 429                                            | vacant                |
| Scherpenzeel                                   | 325                                            | 373                                            | 372                                            | 369                                            | 378                                            | 385                                            | 389                                            | 394                                            | 392                                            | 404                                            | vacant                |
| Sint-Annaland                                  | 216                                            | 228                                            | 218                                            | 218                                            | 220                                            | 221                                            | 214                                            | 197                                            | 202                                            | 202                                            | vacant                |
| Sint-Maartensdijk                              | 124                                            | 113                                            | 74                                             | 67                                             | 70                                             | 68                                             | 78                                             | 75                                             | 76                                             | 73                                             | vacant                |
| Sprang-Capelle                                 | 49                                             | 39                                             | 35                                             | 35                                             | 34                                             | 34                                             | 19                                             | 19                                             | 23                                             | 24                                             | vacant                |
| Terneuzen                                      | 849                                            | 807                                            | 759                                            | 742                                            | 723                                            | 705                                            | 675                                            | 653                                            | 634                                            | 573                                            | vacant                |
| Urk                                            | 464                                            | 459                                            | 435                                            | 446                                            | 441                                            | 416                                            | 464                                            | 460                                            | 467                                            | 467                                            | ds. Dirk van de Kieft |
| Utrecht (De Bilt)                              | 134                                            | 133                                            | 133                                            | 129                                            | 126                                            | 112                                            | 108                                            | 108                                            | 121                                            | 124                                            | vacant                |
| Veenendaal                                     | 730                                            | 947                                            | 933                                            | 924                                            | 924                                            | 886                                            | 833                                            | 822                                            | 821                                            | 789                                            | vacant                |
| Vlaardingen                                    | 184                                            | 172                                            | 167                                            | 160                                            | 157                                            | 147                                            | 125                                            | 120                                            | 107                                            | 70                                             | vacant                |
| Vriezenveen                                    | 483                                            | 481                                            | 492                                            | 492                                            | 489                                            | 494                                            | 484                                            | 478                                            | 477                                            | 483                                            | ds. Adri Geuze        |
| Waardenburg                                    | 295                                            | 311                                            | 309                                            | 317                                            | 314                                            | 315                                            | 309                                            | 319                                            | 329                                            | 339                                            | vacant                |
|                                                | 23.327                                         | 24.195                                         | 24.286                                         | 24.349                                         | 24.318                                         | 24.339                                         | 23.985                                         | 23.787                                         | 23.695                                         | 23.169                                         |                       |

De ontwikkeling van het ledenaantal van de Nederlandse gemeenten (incl. Pretoria vanaf 2012) door de jaren heen is hieronder weergegeven:
- 1954 - 8.817
- 1956 - 11.518
- 1980 - 19.124
- 1981 - 16.137
- 1982 - 16.214
- 1989 - 17.935
- 1995 - 19.828
- 2000 - 20.644
- 2001 - 20.854
- 2007 - 21.844
- 2008 - 21.968
- 2009 - 22.377
- 2010 - 23.327
- 2019 - 24.339
- 2020 - 23.985
- 2024 - 23.169
- 2025 - 23.000

## Bekende personen

#### Uit de geschiedenis van de Gereformeerde Gemeenten in Nederland
- Dirk Leendert Aangeenbrug. In Terneuzen werd een lagere school naar hem vernoemd.
- Cornelis Steenblok
- Rinus Terlouw
- Frans Mallan
- Bert Scholten
- Wim Kolijn
- George van Heukelom

#### Predikanten en personen met een zekere bekendheid [huidige kerkelijke context]
- C. van Rijswijk (Wijk en Aalburg, 8 oktober 1939), onderwijzer in Barneveld en kinderboekenschrijver.
- Jochem Roos (1954), predikant Chilliwack B.C. Canada (1987) Opheusden (1994), Barneveld (2004)
- Adri Geuze, predikant Gouda-Gerbrandyweg (2007), Chilliwack B.C. Canada (2011), Gouda-Gerbrandyweg (2018) Vriezenveen (2022)
- Arie van Voorden, predikant De Beek-Uddel (2002), Opheusden (2010), Leerdam (2018)
- Jan Weststrate (tevens voorzitter van de synode (de hoogste vergadering) van 2023, hij vertegenwoordigd met scriba C. Dubbeld de synode in rechte na de laatst gehouden vergadering), predikant Terneuzen (2009), Pretoria Zuid-Afrika (2014), Elspeet (2018) Gouda-Stationsplein (2021) Bruinisse (2025)
- Dirk van de Kieft, predikant Urk (2018) Krimpen aan den IJssel (2025)
- Herman Krijgsman, predikant Arnemuiden (2009) De Beek-Uddel (2022)
- Otto van der Tang, predikant Alblasserdam (2016), Chilliwack B.C Canada (2022)
- Laurens van der Tang, opiniemaker binnen het kerkverband van de Gereformeerde Gemeenten in Nederland
- Abraham Schultink, predikant Barneveld (1998), Bruinisse (2003), Gouda-Stationsplein (2010), Rhenen (2015), emeritus (2020)
- Bart van den Dikkenberg, wetenschapsredacteur Reformatorisch Dagblad.
- Geert-Jan van Putten, predikant Opheusden (2024)
- Chris Stoffer Sinds 11 april 2018 is hij lid van de Tweede Kamer voor de SGP, vanaf 2023 politiek leider en fractievoorzitter van de SGP in de Tweede Kamer.

#### Historisch
- Bolier, A. Kersten in kleur. Voorganger, verbinder, Vernieuwer (Apeldoorn, 2018) ISBN 9789402905137
- Bolier, A. Kersten in quotes (Apeldoorn, 2020) ISBN 9789087183882
- Verboom, J.H.R. en L.M.P. Scholten, Leven en leer van dr. C. Steenblok. (1967)
- Rouwendal, P.L. Dr. C. Steenblok, (Kampen 2010)
- Mastenbroek, J. Israëls Wachter sluimert niet, herinneringen van ds. F. Mallan (1925-2020) (2012)
- Voorden, A. van J.D. Eerbeek, R. van der Meijden en M. Meijering, Herdenk de trouw, kerkelijk leven in Opheusden 1888-1988 (1988)
- Voorden, A. van Wie zijn zij en vanwaar zijn zij gekomen? - Uit het gezelschapsleven in Opheusden (2003)
- Maren, A. van en C. van Rijswijk, In de Kerkstraat 1928-2003, 75 jaar Gereformeerde Gemeente in Nederland te Alblasserdam en haar voorgeschiedenis (2005)
- Golverdingen, M. Geschiedenis van een scheuring. De Gereformeerde Gemeenten 1950-1957 (2016)
- Boot, M. Het gaat Uw trouw en waarheid aan, de geschiedenis van de Gereformeerde Gemeenten in Nederland (2 delen) (2015)
- Roos, J. Uit de pastorie (10 delen tussen 2007-2020)

#### Leerstellig
- Kersten, G.H. De Gereformeerde dogmatiek voor de gemeenten toegelicht (verschillende herdrukken) ISBN 90-336-0042-0
- Steenblok, C. De Gereformeerde Dogmatiek in vraag en antwoord (1990)
- Steenblok, C. De bestaansgrond der gemeenten (1974)
- Scholten, L.M.P. Leven en leer van dr. Steenblok (1967)
- Scholten, L.M.P. Na vijftien jaar (1969)
- Mallan, F., L.M.P. Scholten (red.) Uit ons uitgegaan (1978)
- Roos, J. (e.a). De waarheid hogelijk geboden (Veenendaal, 1994)
- Rouwendal, P.L. Het aanbod van genade. Onderzoek naar de aard, de bronnen en de context van de bezwaren van C. Steenblok tegen het algemeen, welmenend en onvoorwaardelijk aanbod van genade.(2002)
- Kersten, G.H. De Heidelbergse Catechismus (verschillende herdrukken) ISBN 9033600447
- Aangeenbrug, D.L. De Heidelbergse Catechismus (1989)
- Mallan, F. Het troostboek van de Christen (2007)
- Roos, J. De Nederigen vertroost, 52 preken over de Heidelbergse Catechismus in 2 delen (2023)
- Verbond en Doop, Boekje met uitleg over de verbondsleer (2021)
- Orde des Heils, Lezing, gehouden op de voorjaarsvergadering van de classis Oost te Barneveld door ds. J. Roos op 21 februari 2023

#### Overige literatuur
- Dikkenberg, Bart van den De werken van Zijn handen, Een kritisch commentaar op de theïstische evolutie (2023) ISBN 978 90 8718 9648